# Dichagyris bisignata
Dichagyris bisignata là một loài bướm đêm trong họ Noctuidae.